# Thư viện tỉnh Nghệ An
Thư viện tỉnh Nghệ An có trụ sở tại số 11, Đại lộ Lê Nin, TP. Vinh; là đơn vị sự nghiệp có thu trực thuộc Sở Văn hóa – Thể thao; là đơn vị dịch vụ văn hóa công phục vụ cộng đồng, cung cấp thông tin cho việc học tập và giảng dạy cũng như đào tạo, bồi dưỡng nhân tài, góp phần nâng cao trình độ dân trí và phát triển kinh tế của tỉnh nhà.

## Cơ sở vật chất
Thư viện Nghệ An được xây dựng 7 tầng khang trang, rộng lớn trên Đại lộ Lênin – TP Vinh với số vốn đầu tư xây lắp là 40 tỷ đồng được khánh thành tháng 10/2010. Đây là công trình kỉ niệm 1000 năm Thăng Long – Hà Nội.
Hiện thư viện có kho sách báo vào loại lớn nhất khu vực Bắc Miền Trung với 340.000 bản, trong đó có nhiều sách quý hiếm như: sách lá cây viết chữ Thái cổ, mộc bản khắc chữ và hàng trăm cuốn sách Hán Nôm, sách được in trong các cuộc kháng chiến, cùng hàng trăm đầu máy vi tính…. đáp ứng cho nhu cầu nghiên cứu, tra cứu, tìm hiểu của độc giả trong tỉnh.